# Реднапп, Луиз
Луи́з Эли́забет Редна́пп (ур. Нердинг, англ. Louise Elizabeth Redknapp (Nurding); 4 ноября 1974, Луишем, Лондон, Англия, Великобритания) — британская певица, выпускающая песни под именем Louise (Лу́ис).

## Биография
Луиз Элизабет Нердинг родилась 4 ноября 1974 года в Луишеме (Лондон) в семье строителя и работницы аэропорта «Гатвик». У Луиз есть два младших брата.
Луиз прославилась как певица в конце 1990-х годов. Была участницей соул-группы Eternal, затем начала сольную карьеру под именем Louise, записала студийные альбомы Naked (1996), Woman In Me (1997), Elbow Beach (2000), сборник Changing Faces — The Best Of Louise (2001) и Finest Moments (2002). В 2020 году вернулась на сцену с альбомом Heavy Love.
С 29 июня 1998 года Луиз замужем за футболистом Джейми Реднаппом (род.1973). У супругов есть два сына — Чарльз Уильям Реднапп (род.27.07.2004) и Бо Генри Реднапп (род.10.11.2008). В 2018 году пара развелась.